# Hancockia californica
Hancockia californica är en snäckart som beskrevs av Frank Mace MacFarland 1923. Hancockia californica ingår i släktet Hancockia och familjen Hancockiidae. Inga underarter finns listade i Catalogue of Life.